# Blood+
 (août 2024).
Si vous disposez d'ouvrages ou d'articles de référence ou si vous connaissez des sites web de qualité traitant du thème abordé ici, merci de compléter l'article en donnant les références utiles à sa vérifiabilité et en les liant à la section « Notes et références ».
Blood+ (ブラッドプラス, Buraddo Purasu) est une série télévisée d'animation japonaise basée sur les romans éponymes de Mamoru Oshii et produite par Production I.G et Aniplex. Contrairement aux apparences, l'anime n'est pas une suite au film d'animation original Blood: The Last Vampire ainsi qu'au jeu PS2 sorti en 2000 et au manga dérivé de ce dernier qui sont tous les trois dans une même chronologie et se suivent. L'anime ne suit donc pas les évènements de cette dernière et a lieu dans un univers alternatif, constituant donc une seconde itération de l'univers. La doubleuse de Saya dans cette série est désormais Eri Kitamura au lieu de Yūki Kudō qui avait interprété le personnage dans le film de 2000.
La diffusion a commencé le 8 octobre 2005 sur MBS, TBS, RKB et sur CBC le 15 octobre 2005 au Japon. Cet anime est également disponible en streaming sur internet pour les internautes japonais moyennant une inscription. Sony Pictures Entertainment a publié les DVD volume 1 (ép. 1-2) et volume 2 (ép. 3-6) au Japon.
En France, l'adaptation en manga est éditée chez Glénat et la série télévisée d'animation est éditée en DVD par Black Box Editions.

## L'histoire
L'histoire se déroule à Koza, sur l'île d'Okinawa, près de la base américaine de Kaneda, de nos jours (soit en septembre 2005 selon l'histoire). Saya vit normalement sous la protection de sa famille adoptive. Atteinte d'une maladie elle se voit obligée de se faire transfuser régulièrement. Saya ne se souvient ni de son passé, ni de ses origines. La jeune fille prépare alors une compétition de saut en hauteur.
Or, un jour elle se fait attaquer par un monstre, appelé chiroptère. C'est alors qu'un mystérieux homme apparaît, venu de son passé, et lui sauve la vie...
La mémoire de Saya refait doucement surface, et elle doit reprendre son combat (oublié) contre les chiroptères.
Les chiroptères sont des créatures hybrides en forme de chauve-souris géante humanoïde, d'origine inconnue. Elles possèdent une force et une vitesse surhumaine, ainsi que des facultés de régénération. Elles sont également capables de voler en transformant leurs bras en ailes. Dans le film Blood: The Last Vampire, Saya note que le seul moyen de les combattre est d'utiliser une arme tranchante efficace causant un saignement abondant. Ce point est modifié dans l'anime pour imposer la capacité du sang de Saya à les tuer, bien que la décapitation semble également fonctionner.

## Les personnages

### Famille et amis de Saya
Otonashi Saya
Saya est "née" en 1833 dans un cocon provenant d'une momie de chiroptère aux côtés de sa sœur Diva qui se trouvait dans un autre cocon. Elles ont toutes les deux grandi au "Zoo" de Joel Goldschmidt, Saya traitée comme la fille de ce dernier et Diva enfermée seule dans une tour. Saya y rencontra Haji qui devint son compagnon et ami. Lors d'une fête d'anniversaire donné pour Joel, Saya, sans comprendre pourquoi sa sœur était prisonnière, libère Diva, qui par la suite tua tout le monde dans le manoir Goldschmidt. Les deux sœurs sont uniquement actives pendant quelques années (environ trois ans) et hibernent pendant trente ans. Ce cycle dure pendant des décennies. Voyant que Diva est un monstre, Saya passe ses périodes d'activités à chasser Diva pour tenter de la tuer, elle, ainsi que ses Chevaliers, et tous les chiroptères qu'ils ont créés.
Saya est une athlète qualifiée et se bat en utilisant un katana un peu spécial. Celui-ci lui permet de se couper le pouce et de répandre (à l’aide de rainures) son sang sur toute la lame. Une fois chargé de son sang, il devient une arme mortelle pour Diva et tout chiroptère créé à partir du sang de cette dernière. Après que la première lame de Saya fut brisée, David lui donne un nouveau katana ressemblant fort au premier, mais avec un cristal rouge à la base de la lame, symbolisant ainsi son appartenance à l'organisation Red Shield. Il s'agit en fait d'un morceau du corps de son père adoptif, au moment où il se cristallisa (elle le tua avec son propre sang, afin de lui éviter le sort de se transformer en un chiroptère d’où la cristallisation du corps de ce dernier).
Au début de la série, Saya est une simple lycéenne vivant à Okinawa. Elle fut adoptée un an plus tôt par George Miyagusuku après s’être réveillé de son cycle d’hibernation sans aucun souvenir de son passé. Même si elle semble être une adolescente tout à fait normale, elle peut guérir de ses blessures presque instantanément, et doit recevoir régulièrement des transfusions de sang pour rester en bonne santé. Quand un chiroptère attaque son école, sa vie s’en trouve bouleversée. Elle retrouve son Chevalier Haji, bien qu'elle ne se souvienne pas de lui, et apprend que son sang peut tuer les chiroptères. Elle est également approchée par David, de Red Shield, qui lui apprend qu'il est de son devoir de tuer les chiroptères parce qu'elle est la seule personne à en avoir le pouvoir. Ni David ni Haji ne vont lui dire la vérité sur son passé. Ils se contenteront de lui dire qu'elle doit se souvenir par elle-même. Même si au début, Saya semble ne pas pouvoir contrôler sa peur et n’avoir aucune idée de qui elle peut être, elle arrive lentement à accepter son devoir et à retrouver ses souvenirs.
Après la mort de Riku, Saya disparaît pendant un an avec Haji. Quand elle revient, ses cheveux ont poussé, elle a un aspect extérieur plus sombre et plus glacial. À ce moment-là, elle a complètement accepté le fait qu’elle soit elle-même un chiroptère et qu’elle doive se nourrir du sang d’Haji pour vivre afin d'être assez forte pour se battre. Cependant, elle a une personnalité beaucoup moins gai, elle n’est plus du tout bavarde et semble un peu morose. Moïse et Lulu remarqueront qu'elle a perdu espoir. Elle pense que le combat contre Diva est son combat et ne veut pas de nouveau pleurer pour avoir perdu un camarade de plus. C’est pourquoi elle refuse de coopérer avec Kai ou avec le Red Shield.
À plusieurs reprises, ses amis lui feront comprendre que cette lutte n’est pas que la sienne et qu’elle ne peut pas tout prendre sur ses épaules. Elle n’est pas toute seule.
Alors que la bataille contre Diva continue, la prochaine période d'hibernation de Saya se rapproche et elle devient sujette à de brusques crises d’évanouissement. De plus, sa capacité à se régénérer s’affaiblit : elle cicatrise moins vite qu’avant. Saya confronte sa sœur à l’Opéra Metropolitan et leur dernier duel prend fin quand leurs épées les transpercent simultanément l’une et l’autre. Bien que Diva commence à se cristalliser, Saya survit. Diva avait, sans le savoir, perdu son pouvoir de cristallisation à cause de sa grossesse.
Alors que Saya a jadis dit qu'elle ne vivrait que pour tuer sa sœur et qu’elle a fait cette promesse il y a plus d'un siècle, au moment où sa sœur meurt, Saya se sent prise de remords et de tristesse devant le cadavre cristallisé de Diva.
Grâce à l’affection de Kai et d’Haji, Saya rompt la promesse qu’elle avait autrefois faite à Haji de se donner la mort sitôt après avoir tué Diva. Elle décide de vivre et d'épargner la vie des jumelles nouveau-nées de Diva et de les élever comme les siens.
Peu de temps après son retour à Okinawa, Saya entre dans ses trente années d'hibernation. Kai décide de veiller sur les enfants de Diva pendant qu'elle dort dans la tombe familiale des Miyagusuku. Haji lui rend également des visites pendant son sommeil laissant à chaque fois sur la tombe une nouvelle rose auquel il noue un ruban bleu.
Haji
Haji est le premier chevalier de Saya et le seul encore en vie. Ils se sont rencontrés pour la première fois quand il fut acheté par Joel pour être le compagnon de Saya (avec l'espoir qu'ils puissent s'accoupler et créer ainsi plus de spécimens pour une expérimentation future). Haji a vécu avec elle dans le Manoir de Joel pendant de nombreuses années. Pendant qu’il grandissait, elle n'a jamais vieilli. Cela intriguait Haji (en plus du fait que Saya ait besoin de boire du sang alors qu’elle n’en perdait jamais, ou du fait qu’elle cicatrisait "très" rapidement) qui eut une conversation avec Joel sur Saya. Cette dernière surprit une partie de la conversation.
Un jour, en tentant de récupérer une fleur que Saya voulait offrir en cadeau pour l'anniversaire de Joel, il glissa et tomba de la falaise. Voulant le sauver et ayant mal compris ce qu’elle avait entendu de la conversation entre Haji et Joel, Saya lui fit boire son sang, certaine que cela le sauverait. Elle le transforma, sans le vouloir, en Chevalier.
Comme avec la plupart des Chevaliers, Haji n'a besoin ni de manger ni dormir et il reste éveillé pendant que Saya mange, dort ou lors de ses longues périodes d'hibernation. De plus, il garde une apparence éternellement jeune (il a l'air d'avoir environ 20 ans).
Haji joue du violoncelle, un art qu'il a appris de Saya. Il transporte généralement son violoncelle dans un grand étui noir, qui sert également à transporter le katana de Saya. Haji utilise également cet étui comme un bouclier. Il se bat également avec des petits poignards en argent qu'il lance avec précision.
Après la mort de Diva, Haji réussit à convaincre Saya de vivre. Kai le poussera à avouer ses sentiments et à embrasser Saya avant qu’Amshel n’arrive et ne l’entraîne dans la mort. Toutefois, Haji survit à la chute, même si ce n'est pas immédiatement révéléte à l'écran. Les autres personnages le croient tous mort, mais on découvre que c’est faux lorsque Kai ainsi que les jumelles de Diva viennent sur la tombe des Miyagusuku, où Saya est en train de dormir, et qu'ils y trouvent une nouvelle rose avec le ruban bleu que Haji a toujours dans les cheveux.
George Miyagusuku
Vétéran de l'armée américaine installé à Okinawa, George a servi dans la guerre du Vietnam. Il fut l'un des soldats présents quand, au Vietnam, Saya entra dans une folie meurtrière tuant amis et ennemis confondus. Étant un des rares survivants, le premier David lui demanda de veiller sur le corps de Saya pendant son sommeil, car elle venait de retomber dans un autre cycle d'hibernation.
Il a perdu sa femme et ses enfants biologiques dans un accident des années auparavant, et fut tenté à ce moment d’en finir avec la vie. Les battements du cœur de Saya qui résonnaient à l’extérieur du cocon le poussa à renoncer à son projet et de vivre.
Quand elle se réveilla, il vit probablement qu’elle n'était plus une menace et il l’adopta comme sa fille. Il a aussi deux fils adoptifs: Kai et Riku.
En voulant protéger Saya, il fut blessé par un chiroptère, mais pas mortellement. Alors qu'il se reposait à l’hôpital, il fut enlevé et emmené dans une base militaire américaine où on lui injecta le Delta 67. Après s’être échappé, il fut de nouveau blessé par un chiroptère tout en protégeant Saya. Le Delta 67 et les blessures causées par le chiroptère provoquèrent une mutation en lui et il commença à se transformer en chiroptère. Il demanda à Saya de verser son sang dans ses blessures et de le tuer. Saya refusa tout d’abord, car il était le seul père qu'elle ait jamais connu. Pendant qu'il lui parlait, il lui pris la main et le sang de Saya lui coula le long de l’avant-bras jusque dans ses blessures. Il mourut heureux et avec le sourire.
Kai Miyagusuku
Frère adoptif "aîné" de Saya. Kai est l'un des étudiants les plus populaires du lycée et un athlète vedette. Il a arrêté de jouer au baseball après s'être blessé au bras peu de temps avant l'arrivée de Saya et depuis se trouve mêlé à beaucoup de bagarres à l’école. La mort de George (son père adoptif) l’a forcé à grandir et il fait maintenant de son mieux pour garder la famille unie.
Il a nié longtemps le fait que Saya, puis plus tard Riku, ne soit pas humain. Puis juste quand il semblait se faire à cette idée, Riku a été violé et tué par Diva, et Saya a disparu pendant un an. Étant le dernier membre de la famille adoptive de Saya, il a juré de la protéger et de rentrer avec elle à Okinawa quand tout serait fini.
Même s'il aime Saya plus qu’une sœur, il finit par accepter le fait qu’ils ne seront jamais ensemble et force même Haji à avouer ses sentiments à Saya.
Au début, Kai n’était pas très habile dans les combats mais il s’améliore tout au long de la série. Depuis la destruction du Red Shield, il vit avec David et Lewis afin de parfaire ses connaissances dans la chasse aux chiroptères en étant un soldat actif dans la guerre contre Diva et ses créatures aux côtés de Lewis. Étant donné que David sombre de plus en plus dans l’alcool et les regrets, Kai reprend bon nombre de ses responsabilités dans la chasse aux chiroptères. Conformément à la tradition de Red Shield, Kai porte un pendentif en forme de losange avec un cristal issu du corps de Riku.
Il a réussi à persuader Saya de ne pas mourir après avoir tué Diva et convaincu Haji de briser sa promesse. Après leur retour à Okinawa, il a rouvert leur Omoro (le restaurant familial). Saya est entrée dans son cycle d’hibernation peu après. Kai a alors pris soin des filles de Diva comme s’il était leur propre père, alors qu’il est en fait leur oncle puisque Riku est le père et Diva, la sœur de Saya est leur mère
Il visite régulièrement la crypte, où repose Saya, en compagnie des petites filles. C’est pour cela qu’il est une des rares personnes à être au courant que Haji est toujours vivant, mais apparemment il maintiendrait le secret.
Riku Miyagusuku
Riku a été adopté par George comme Kai et Saya. Il est le plus jeune. C’est un garçon très gentil, intelligent et qui aime cuisiner. Sa nature aimable et douce semble lui avoir attiré l’affection de Haji dans une certaine mesure, surtout après qu’il a proposé à Haji un plat de nourriture et qu'il lui ait proposé de rejoindre les autres au lieu de rester tout seul dans son coin. Haji a appris à Riku à jouer du violoncelle et l’a protégé quand il est tombé du train en marche.
Après que Diva a bu la majeure partie de son sang au "Zoo", Saya a été obligée de le transformer en Chevalier pour lui sauver la vie. Par la suite, Riku a montré un comportement similaire à celui d'Haji : protéger Saya à tout prix. Malgré une brève séparation, Riku reste malgré tout très proche de son frère aîné Kai et passe le plus clair de son temps à essayer de rétablir la relation "brisée" entre Kai et Saya (lien qui fut brisé quand Kai apprit la vraie nature de Saya).
Avoir vidé Riku de son sang semble avoir créé chez Diva un vif intérêt. Elle emmènera son Chevalier Carl avec elle et ensemble ils attaqueront le Red Shield dans le but de trouver Riku. Elle le violera, puis le tuera en lui donnant son sang. Étant donné qu'il est un Chevalier de Saya, son corps se cristallisera au contact du sang de Diva.
Après le décès de Riku, Kai portera un morceau de son corps cristallisé en pendentif autour du coup en souvenir de lui.
Akihiro Okamura
Un peu blasé, un peu malchanceux, gros fumeur, journaliste pour Ryūkyū Mainichi Shimbun, Akihiro ne semble pas inspirer beaucoup de respect à son patron ou à ses collègues si ce n’est pas du mépris. Son père était photographe et a assisté à la guerre du Vietnam. Là-bas, il avait pris de mystérieuses photos en noir et blanc d'une jeune fille en train de tuer des soldats, des villageois innocents et également des monstres à l’aide d’un katana dans un nuage de sang et de fureur.
Ces photographies ont toujours obsédées Akihiro et le poussent à découvrir la vérité qui se cache derrière ces photos. Sur la trace d’un vin vendu par l’armée, il se rend au Vietnam, où il prend en photo Saya et Carl en plein combat. En compagnie de Mao, il part à la recherche de Saya et du Red Shield en direction de l’Europe grâce à l’argent volé par Mao à son yakuza de père. Ils finiront par comprendre, au terme de ce voyage, que la vérité est bien plus importante et plus inquiétante qu’ils le pensaient.
Le couple qu’il forme avec Mao peut paraître étrange à première vue, mais il marche car tous les deux vont bien ensemble et se complètent dans leur recherche de la vérité concernant le mystère entourant Saya et le Red Shield. Jamais cynique, Akihiro est motivé par la quête de la vérité et semble plutôt effacé par la nature tumultueuse de Mao.
Dans le dernier épisode, Okamura est en train de planifier un voyage au Moyen-Orient avec Mao comme compagnon de voyage. Le personnage du père de Okamura est sans doute inspiré du journaliste photo Akihiro Okamura qui prit beaucoup de photos pour le magazine La vie pendant la guerre du Vietnam.
Mao Jahana
Petite amie de Kai et fille du chef du clan yakuza Jahana. Mao Jahana étudie dans le même établissement que Saya et Kai. Très amoureuse de cet ancien "champion" de baseball, Mao est très inquiète à son sujet. Elle a un fort caractère, c'est une fille gâtée et capricieuse, mais elle se révèle sensible et attachante.
Elle a travaillé avec Okamura pour pister Saya et rejoindre Kai.

### Red Shield (Goldschmidt)
Red Shield est un organisme voué à l'assassinat de Diva et des chiroptères.
La direction de Red Shield est transmise de père en fils, l'actuel leader étant Joel Goldschmidt VI. Beaucoup de ses membres sont les rescapés de tragiques rencontres avec des chiroptères. Tous les membres du Red Shield portent sur eux un objet contenant un morceau de cristal rouge pris sur le corps cristallisé d’un chiroptère.
David
David est un membre de Red Shield, une organisation formée pour pister et détruire les chiroptères, dont chaque membre possède un objet comportant un cristal rouge venant d'un chiroptère. Il est conscient du passé de Saya, et souhaite l'utiliser dans le combat contre les chiroptères. Comme Joel, David est un titre accordé à ceux à qui l'on a confié la tâche de surveiller Saya, et ce n'est probablement pas son vrai nom même si ce fut celui de son père qui était l'agent de Red Shield au Viêt Nam. Il porte une croix. Il formera un couple avec Julia et lui fera un enfant.
Julia
Julia Silverstein est un médecin travaillant pour la section médicale de Red Shield. Elle accompagne souvent David et elle était le médecin de Saya lorsqu'elle était endormie, supervisant ses transfusions sanguines régulières. Elle pense que ses recherches sur la véritable nature des chiroptères et sur les changements dans le corps de Riku pendant sa transformation devraient être utilisées dans la guerre de Red Shield contre les chiroptères et être ensuite détruites. On apprend dans le dernier épisode qu'elle attend un enfant de David.
Lewis
Autre agent de Red Shield. Il est souvent responsable de l'équipement et des moyens de transport pour les opérations. Il cuisine de nombreux repas et il apporte la plupart des touches humoristiques. C'est un ancien agent de la CIA et il conserve de nombreuses relations lui permettant un accès à des informations secrètes.
Joel (6e du nom)
Joel Goldschmidt, actuel dirigeant de Red Shield. Son "journal" est un rapport sur les activités de Red Shield depuis sa formation, et contient également des informations sur Saya, Diva, les Chevaliers et les chiroptères. Il est de la famille de l'homme qui a trouvé Saya et Diva, qui s'appelait également Joel. Un an après l'attaque sur le QG de Red Shield, on le voit dans un fauteuil roulant, paralysé au niveau des reins, après avoir reçu une grave blessure durant l'attaque.
Joel (premier du nom)
Joel Goldschmidt collectait des spécimens rares dans un domaine de Bordeaux appelé le "Zoo" pour ses recherches. Un de ces spécimens était une créature mystérieuse visiblement enceinte de Saya et de Diva. Il a séparé les sœurs à leur naissance, élevant Saya comme sa propre fille et enfermant Diva en haut d'une tour, pour des raisons scientifiques. Il a également acheté Haji pour être le compagnon de Saya, espérant créer plus de spécimens. Il a été tué par Diva après que Saya l'eut libérée de la tour pour qu'elle chante à la réception d'anniversaire de Joel.
Collins
Commandant en second de Red Shield. Responsable des recherches sur les chiroptères, avec Julia comme assistante. Van Argeno l'a convaincu de trahir Red Shield pour préserver ses recherches, croyant qu'elles peuvent être utiles pour le futur de l'humanité.
Kurara, Spencer, Rodgers, Makkoi
Équipe des Opérations Spéciales de Red Shield, qui a accompagné Saya et David dans la jungle du Viêtnam dans une tentative pour récupérer le conteneur de Diva. La mission a été un échec et tous les membres de l'équipe ont été tués.
Liza
Agent russe de Red Shield. Durant son voyage dans l'express Trans-Sibérien, elle a été tuée par Amshel qui a pris sa place pour se rapprocher de Saya.

### Le Groupe des Cinq Flèches (Goldsmith)
Les Goldsmith sont une branche de la famille Goldshmidt.
Diva
La vraie sœur de Saya et la plus grande ennemie de Red Shield. Emprisonnée par le premier Joel juste après sa naissance, elle a passé les premières décennies de sa vie enfermée dans une tour à la périphérie du domaine. Comme elle était juste un cobaye pour Joel, elle n'avait pas de nom, jusqu'à ce qu'elle soit trouvée par Saya, qui l'a appelée Diva à cause de sa voix. Il se trouve que c'est Diva qui a tué le premier Joel à la fin du XIXe siècle, après avoir dupé Saya pour qu'elle la libère de sa captivité. La substance "Delta 67", utilisée dans les recherches impliquant les chiroptères, est obtenue à partir de son sang. Certains de ses fidèles chevaliers font partie des dirigeants du Groupe des Cinq Flèches. Le sang de Saya est une menace pour elle et ses servants, son sang peut également détruire Saya et ses chevaliers. Son comportement enfantin (comme une enfant gâtée et naïve) est probablement le fruit de son enfance recluse et c'est une vraie psychopathe. On apprend par la suite que Diva a violé Riku dans l'épisode 32 pour tomber enceinte. Elle accouche quelques épisodes plus tard et on voit les cocons (plutôt que les nouveau-nés) dans l'épisode 46. Elle meurt, tuée par le sang de sa sœur dans l'épisode 49.
Amshel
Amshel Goldsmith, courtier londonien. Au début, il essaye d'amener Saya de leur côté, mais devient vite le premier à proposer l'extermination de Saya. Il est le plus vieux des chevaliers de Diva et il a travaillé avec le premier Joel Goldshmidt. Pour certaines raisons, il garde certains projets secrets aux autres chevaliers, comme la création des Schiffs. Il meurt dans l'épisode 50.
Grigory Efimovich Rasputin / Sonya
Le même Rasputin impliqué dans la chute historique de la dynastie des Romanov en Russie. Dans cette version fictive, il survit à la tentative d'assassinat de 1916 et se réfugie dans un village près de sa ville de naissance. Il a pris la forme physique d'une jeune fille appelée Sonya, mais elle est tuée par Saya.
Solomon
Solomon Goldsmith, il est le PDG du Groupe des Cinq Flèches et le frère cadet d'Amshel. Bien qu'il admette que Saya soit désormais une menace pour lui et ses partenaires, il éprouve de forts sentiments pour elle. Il essaye toujours de la protéger, malgré l'intention de son frère de la détruire. Il s'est présenté pour la première fois en dansant avec Saya lors du bal de l'école, mais il devient très vite clair qu'il est un chevalier. Parent de Joel Goldschmidt, et ancien médecin. Il avouera dans l'épisode 38 aimer Saya et dans l'épisode 40, il quittera Diva car son seul désir est de vivre avec Saya. Il combat Diva à l'épisode 46 et meurt dans le 47 (après avoir été en contact avec la lame de Saya remplie de son sang) après avoir sauvé Saya.
Carl
Carl Faion, membre du conseil d'administration de l'école et PDG de la branche vietnamienne du Groupe des Cinq Flèches. Déguisé en son alter ego « Le Fantôme », Carl a enlevé secrètement des filles ressemblant à Saya, dans son angoisse de la rencontrer un jour afin qu'ils puissent finir leur combat. Après un nouveau combat, il meurt dans l'épisode 37.
James
James Ironside, officier de la marine américaine sur un porte-avions. Il est le contact des Cinq Flèches avec l'armée américaine. Il combattra Saya et ses compagnons dans l'épisode 38 et entrainera, en se cristallisant, Saya dans un puits profond de 500 m, mais Solomon viendra sauver Saya. Néanmoins James s'en sortira moyennant des sacrifices (son corps sera profondément changé). Il meurt dans l'épisode 47.
Nathan
Nathan Mahler, directeur d'opéra basé à New York. Bien qu'il soit l'un des fiancés, et donc chevalier de Diva, Nathan semble plus intéressé par Haji et James. Les différents indices laissés dans les derniers épisodes (la référence à la mère de Diva, Miru, ainsi que son chevalier dans l'épisode 48 et sa réapparition sous les traits d'un reporter après avoir été « tué » par Saya), laissent à penser qu'il ne s'agit pas d'un chevalier de Diva mais bien d'un chevalier de Miru. Il est contaminé par le sang de Saya après la mort de Diva dans l'épisode 49. On le revoit cependant en journaliste dans l'épisode 50, la reine dont il était le chevalier possédait donc vraisemblablement des yeux rouges, puisque le sang de Saya n'a pas suffi à le tuer.
Van Argeno
Expert consultant français sur les chiroptères, chargé du développement de Delta 67. Il travaille officiellement pour Solomon, mais il a convaincu Amshel de changer de poste et il travaille désormais sous ses ordres. Il est nommé PDG des Cinq Flèches USA à la suite de la trahison de Solomon dans l'épisode 39. Il mange continuellement des bonbons, qu'il fait d'ailleurs apparaître comme par magie.

### Les Schiffs
Les Schiffs sont un savant mélange entre chevaliers et chiroptères. Ils ont été créés par un groupe de scientifiques dirigés par Boris, sponsorisé par Amshel Goldsmith. Les Schiffs diffèrent des Chevaliers et des Chiroptériens sur certains aspects. Par exemple, ils ne peuvent pas s'exposer au soleil sans se consumer en une flamme verte. Comme les chevaliers et les chiroptères qui se nourrissent de sang, les Schiffs en ont également besoin pour stopper l'apparition de «l'Épine», qui les cristallise s'ils ne se nourrissent pas de sang. Au début, ils pensaient que le sang de Saya pouvait guérir « l'Épine » (thorns), mais comme ils ont été faits à partir du sang de Diva, ils cristallisent quand ils entrent en contact avec le sang de Saya, comme les autres chiroptères (les effets du sang de Diva n'ont pas encore été confirmés). Cherchant à obtenir le sang de Diva, ils vont donc s'allier avec Saya et ses compagnons.
Moses
Chef des Schiffs, qui utilise une faux. mort dans l'épisode 45, il s'est suicidé avec Karman.
Karman
Un individu agressif constamment réprimandé par Moses qui utilise une lance. mort avec Moses dans l'épisode 45.
Irène
Elle possède la capacité de localiser n'importe qui indépendamment de la distance. Elle a décidé d'arrêter de tuer et de boire du sang, ce qui la laisse affaiblie. Kai la sauve de voyous dans Paris. morte dans l'épisode 29, après que Saya accepte de lui donner un peu de son sang. Utilise une épée à large lame.
Guy
Un Schiff avec une affinité pour la lune. Il utilise une sorte de dague modifiée. mort dans l'épisode 21.
Dismas
Femme qui cambriole le laboratoire des Cinq Flèches. Utilise un hachoir. morte dans l'épisode 20. Tué par Solomon.
Gestas
Homme qui cambriole le laboratoire des Cinq Flèches. Utilise une hallebarde. mort dans l'épisode 20. Tué par Solomon
Lulu
Une minuscule jeune fille. Utilise une hache. Elle est la seule à ne pas mourir parmi les dix membres du Schiffs et à réussir à trouver un moyen de ne pas mourir de l'épine.
Darth
Utilise une masse. mort dans l'épisode 35.
Jan
Un Schiff non décrit. Utilise une hache. mort dans l'épisode 26.
Gudrif
Il porte des lunettes de soleil étranges, même de nuit. Utilise une épée. mort dans l'épisode 35.

### Habitants d'Okinawa
Professeur Hirohisa Sukegawa
Médecin légiste à l'université de Naha, a conduit des autopsies sur des victimes de meurtres en série. Son bureau a été cambriolé après qu'Okamura lui a donné une bouteille de Château Duel '67 à analyser.
Kaori Kinjo
Meilleure amie de Saya au lycée de Koza

### Habitants du Viêt Nam
Mme Lee
Professeur, très stricte.
Minh
Camarade de chambre de Saya.
Anne-Marie, Chen, Beni, Alison
Elles sont toutes étudiantes
Mui
Amie de Riku, sujet d'étude de la phase 1 du projet Delta 67.

### Habitants de Russie
Ted A. Adams et Phillip Rosenberg
Scientifiques spécialistes des chiroptères, disparus en mission, vus pour la dernière fois à Iekaterinbourg.
Andrei
Fils de Ted. Il a été transformé en chiroptère, et depuis que les expériences russes sont terminées, son corps a été scellé dans un complexe à Sverdlovsk.

### Habitants d'Angleterre
Gray
Ancien sergent instructeur de David qui s'est reconverti dans l'adoption d'enfants (c'est chez lui que Saya est accueillie après son retour épisode 34).
Monique, Javier, Nahabi
Ce sont les enfants adoptifs de Gray.

## Manga
Il y a trois mangas différents basés sur l'univers de Blood+, qui ont été publiés et édités par Kadokawa Shoten.
- L'adaptation officielle de la série animée, par Asuka Katsura, est publiée dans le mensuel Shonen Ace.
- Une histoire centrée sur le passé de Saya et de Haji en Russie, par Tamiko Suegane, est publiée dans Beans Ace.
- Une histoire solo de Haji, antérieure aux évènements de la série animée, par Hirotaka Kisaragi, est publiée dans Ciel.

### Fiche technique
- Édition japonaise : Shonen Ace
  - Nombre de volumes sortis : 50 FIN
  - Date de première publication :
  - Prépublication :
- Édition française : Glénat
  - Nombre de volumes sortis : 50 FIN
  - Date de première publication :
  - Format :
  - ? pages par volume

## Anime

### Série télévisée

#### Fiche technique
- Réalisation : Jun'ichi Fujisaku
- Character design : Chizu Hashii
- Directeur de l'animation : Akiharu Ishii
- Studio d'animation : Production I.G
- Musique : Mark Mancina
- Licence :
- Nombre d'épisodes : 50

#### Musiques
La série a le privilège d'avoir une bande originale hollywoodienne. Les producteurs se sont tournés vers Hans Zimmer. Comme souvent très occupé, Zimmer, producteur du score, a délégué cette composition à son ancien collaborateur Mark Mancina, émerveillé de découvrir pour la première fois de sa carrière une série d'animation japonaise [réf. nécessaire].
Opening
- Aozora no NAMIDA par Hitomi Takahashi (Épisodes 1-13)
- SEASON’S CALL par Hyde (Épisodes 14-25)
- Colors of the Heart par UVERworld (Épisodes 26-38)
- Raion par Jinn (Épisodes 39-50)

Ending
- Katari tsugu koto par Chitose Hajime (Épisodes 1-13)
- CRY NO MORE par Mika Nakashima (Épisodes 14-25)
- This Love par Angela Aki (Épisodes 26-38)
- Brand New Map par K (Épisodes 39-50)

### Doublage
- Version française réalisée par :
  - Société de doublage : Pilon Studio Son
  - Direction artistique :
  - Adaptation des dialogues :

| Personnages       | Voix japonaises   | Voix françaises  |
| ----------------- | ----------------- | ---------------- |
| Saya Otonashi     | Eri Kitamura      | Amandine Longeac |
| Hadji             | Katsuyuki Konishi | Pascal Gimenez   |
| David             | Juurouta Kosugi   | Alain Blazquez   |
| Riku Miyagusuku   | Akiko Yajima      | Angélique Heller |
| George Miyagusuku | Houchu Ohtsuka    | Éric Goria       |
| Kaï Miyagusuku    | Hiroyuki Yoshino  | Laurent Pasquier |
| Lewis             | Takashi Nagasako  | Léon Vitale      |
| Diva              | Akiko Yajima      |                  |
| Joel              | Akira Ishida      |                  |
| Van Argeno        | Junichi Suwabe    | Marc Wilhelm     |
| Kaori Kinjo       | Mai Kadowaki      | Sandra Vandroux  |
| Mao Jahana        | Ami Koshimizu     |                  |
| Collins           | Hideyuki Umezu    |                  |
| Kakimoto          | Hiroshi Shirokuma |                  |
| Akihiro Okamura   | Kentarou Itou     |                  |
| Salomon           | Kouji Tsujitani   | Damien Laquet    |
| Julia             | Yuko Kaida        | Hélène Grosso    |
| Mui               | Risa Suzuki       | Charlotte Duran  |

## Produits dérivés

### DVD collectors
En France, Black Box, qui a acquis les droits de licence de la série, va produire et éditer les coffrets DVD collectors VO/VF édition Gold :
Deux coffrets sont prévus afin de regrouper les 50 épisodes :
1. Le premier coffret avec 25 épisodes sortira en décembre 2011[2] ;
2. Le deuxième coffret avec 25 épisodes sortira par la suite.